# Phrygionis metaxantha
Phrygionis metaxantha är en fjärilsart som beskrevs av Walker 1861. Phrygionis metaxantha ingår i släktet Phrygionis och familjen mätare. Inga underarter finns listade i Catalogue of Life.